# Just for Laughs (фестиваль)
Just for Laughs (фр. Juste pour rire; дословно — «Ради смеха») — комедийный фестиваль, который проводится каждый июль в Монреале, Квебек, Канада. Был основан в 1982 году и является крупнейшим международным комедийным фестивалем в мире.

## История создания
Фестиваль был основан в 1982 году Гилбертом Розоном и проходил, как двухдневное мероприятие на французском языке. В 1985 году к коллективу фестиваля присоединился Энди Нульман, который также ввёл англоязычные мероприятия. Под руководством Нульмана фестиваль превратился из двухдневного шоу в мероприятие продолжительностью в месяц, с франкоязычными исполнителями в первой половине и англоговорящими во второй половине. Интернациональные и невербальные номера (акробаты, пантомимы и т. д.) разбросаны по всей программе.
В 1999 году Нульман оставил постоянную работу на фестивале, однако продолжил руководить его основными гала-шоу в театре Сен-Дени каждый июль и оставался в совете директоров компании фестиваля. После 11-летнего отсутствия Нульман вернулся в Just for Laughs в июле 2010 года в качестве президента фестивалей и телевидения.
Хотя Just for Laughs привлекает зрителей со всего мира, многие из тех, кто находится в аудитории, являются агентами, продюсерами и менеджерами индустрии развлечений. Выступление на фестивале — одна из самых больших возможностей для нераскрытых талантов продемонстрировать своё мастерство перед профессионалами этой отрасли.
На фестивале Just for Laughs с 1996 года стали также проходить показы и награждения комедийных и короткометражных фильмов.
В июле 2007 года Just For Laughs отпраздновал своё 25-летие, запустив фестиваль в Торонто, Онтарио.
В 2009 году фестиваль проводился в Чикаго, США, при поддержке американской кабельной сети TBS.
В июле 2016 года Just For Laughs прошёл в Лондоне на Рассел-сквер.
3 апреля 2020 года было объявлено, что выход Just For Laughs 2020 года будет отложен до осени из-за пандемии коронавируса. Он был запланирован на период с 29 сентября по 11 октября 2020 года, однако 21 июля 2020 года организаторы приняли решение отменить мероприятие. Чтобы восполнить этот пробел, они выбрали серию виртуальных представлений, которые будут проходить онлайн (только через Интернет) в течение двух дней, 9 и 10 октября 2020 года.

### Продажа ICM Partners, Bell and the Molson family
18 октября 2017 года президент и основатель фестиваля, Гилберт Розон, подал в отставку со своего поста после обвинений в сексуальных домогательствах. Позже Розон объявил, что продаст фестиваль. 21 марта 2018 года было объявлено, что фестиваль будет приобретён партнёрским союзом между американским агентством ICM Partners и комиком Хоуи Мэнделем. В их объявлении о покупке было заявлено, что Just for Laughs продолжит базироваться в Монреале, и что никаких изменений в его управлении или деятельности не произойдет. Впоследствии канадская телекоммуникационная компания Quebecor объявила, что станет «партнёром—основателем» Le Grand Montréal Comédie Fest — конкурирующего фестиваля, который был учреждён группой квебекских комиков в качестве конкурента после скандала с Розоном.
В мае 2018 года La Presse сообщила, что партнёрский союз планировал продать 51 % акций Just for Laughs компаниям Bell Canada и Evenko (компания по организации мероприятий, принадлежащая группе владельцев Groupe CH, принадлежащей Montreal Canadiens, которая, в свою очередь, принадлежит семье Молсон), чтобы мероприятие оставалось в мажоритарной собственности канадских инвесторов и сохраняло право на государственные налоговые льготы. 7 июня 2018 года Just for Laughs подтвердил, что Bell Media и Groupe CH приобрели доли в фестивале.

## ТВ шоу
Записи фестивальных выступлений были показаны в телевизионных программах и специальных выпусках под названием Just for Laughs, которые транслировались на таких каналах, как CBC Television, Radio-Canada, The Comedy Network (включая оригинальную версию Just for Laughs, а также новый формат, премьера которого состоялась в 2012 году, Just for Laughs: All Access) и TVA.

## Талисман
Виктор — талисман и логотип комедийного фестиваля Just for Laughs. Его разработал Витторио Фиоруччи из канадской компании Design Resource.
Изображение было навеяно чудовищем, которое охотится на Монреаль. Логотип можно увидеть по всему миру на плакатах, футболках, маркерах на местах проведения мероприятий, костюмах и надувных изделиях.
В 2005 году персонаж был переработан аниматором Аланом Бестом по просьбе рекламного агентства Cossette в рамках комплексной графической модернизации бренда Just For Laughs. В 2007 году была создана «Роза» — персонаж жены Виктора.